# Muškovina
Muškovina (cyr. Мушковина) – wieś w Serbii, w okręgu zlatiborskim, w gminie Prijepolje. W 2011 roku liczyła 19 mieszkańców.